# Christian Dolezal (Schauspieler)
Christian Dolezal (* 22. November 1971 in Wien) ist ein österreichischer Schauspieler und Kabarettist.

## Leben und Wirken
Seine ersten Theaterengagements trat Christian Dolezal unter anderem am Volkstheater in Wien, den Wiener Festwochen, wo er mit dem Regisseur Hans Neuenfels arbeitete, und am Tiroler Landestheater an. Er war dort unter anderem als Hamlet, als Serienmörder Roberto Zucco und als Fritz in Arthur Schnitzlers Liebelei zu sehen. Für seine Darstellung des autistischen Thomas in Bobby Fischer wohnt in Pasadena von Lars Norén erhielt Dolezal den Tiroler Nachwuchsförderpreis. Mit dem Monolog Spiel im Morgengrauen (Regie: Hermann Beil) gastierte er unter anderem am Berliner Ensemble, am Chopin Theatre in Chicago sowie am Volkstheater Wien und ging damit auf Tournee durch albanische und mazedonische Dörfer. 2007 bis 2010 arbeitete er ausschließlich am Schauspielhaus Wien, wo er unter anderem in der Dramatisierung von Heimito von Doderers Strudlhofstiege zu sehen war. 2013 spielte er in „Jägerstätter“ von Felix Mitterer im Theater in der Josefstadt.
Als Filmschauspieler wirkte Dolezal unter anderem in der Romanverfilmung Der Fall des Lemming unter der Regie von Nikolaus Leytner sowie in verschiedenen Episodenhauptrollen in Tatort: Operation Hiob, Schnell ermittelt und Der Winzerkönig mit. In der Comedy-Serie Schlawiner (Regie: Paul Harather) war er als Andreas zu sehen. Für zehn Folgen trat Dolezal in der Serie CopStories als Staatsanwalt Hofmeister auf. Im US-Kinofilm Die Frau in Gold um die Rückgabe des Raub-Gemäldes Adele Bloch-Bauer I stellte er Felix Landau dar. Seit September 2016 ist er als Nachfolger von Christoph Wagner-Trenkwitz Intendant des Theatersommers in Haag.
Dolezal ist Gitarrist und ehemaliges Gründungsmitglied der Sofa Surfers und arbeitete als Gastmusiker unter anderem mit Bernhard Fleischmann (Angst is not a Weltanschauung) und Slow Club (House of sleep). Mit Wolfgang Schlögl schuf er die musikalische Bühnenfassung von Iba de gaunz oamen Leit von Christine Nöstlinger für das Rabenhof Theater. 2020 nimmt er an der ORF-Produktion Dancing Stars teil, wo er in der ersten Runde ausscheidet. Seit 2021 tritt er (gemeinsam mit Christoph Grissemann) an verschiedenen Orten mit dem Erzähl- und Kabarettprogramm „Buh!“ auf. Januar 2023 hatte Dolezal mit seinem kabarettistischen Soloprogramm Herzensschlampereien Premiere im Wiener Rabenhof Theater (Regie: Paul Harather). Herzensschlampereien wird 2023 mit dem Österreichischen Kabarettpreis (Programmpreis) ausgezeichnet.

## Filmografie (Auswahl)
- 2009: Der Fall des Lemming
- 2010: Tatort: Operation Hiob (Fernsehreihe)
- 2010: Der Winzerkönig (Fernsehserie, 2 Folgen)
- 2011–2013: Schlawiner (Fernsehserie, 20 Folgen)
- 2011: SOKO Donau (Fernsehserie, Folge 7x10)
- 2012: Schnell ermittelt (Fernsehserie, Folge 4x08)
- 2013: Heiter bis tödlich: Alles Klara (Fernsehserie, Folge 2x01)
- 2013: Die Bergretter (Fernsehserie, Folge 4x05)
- 2013–2014: CopStories (Fernsehserie, 10 Folgen)
- 2015: Die Frau in Gold (Woman in Gold)
- 2015: Die Bergretter (Fernsehserie, Folge 7x06: Atemlos)
- 2016: Die Kinder der Villa Emma
- 2016: Was hat uns bloß so ruiniert
- 2019: M – Eine Stadt sucht einen Mörder (Fernsehserie)
- 2022: Einsatz in den Alpen - Der Armbrustkiller
- 2022: Letzte Bootsfahrt (Fernsehfilm)

## Auszeichnungen (Auswahl)
- 2023: Österreichischer Kabarettpreis (Programmpreis)[8]